# José Luis Gómez (Schauspieler)

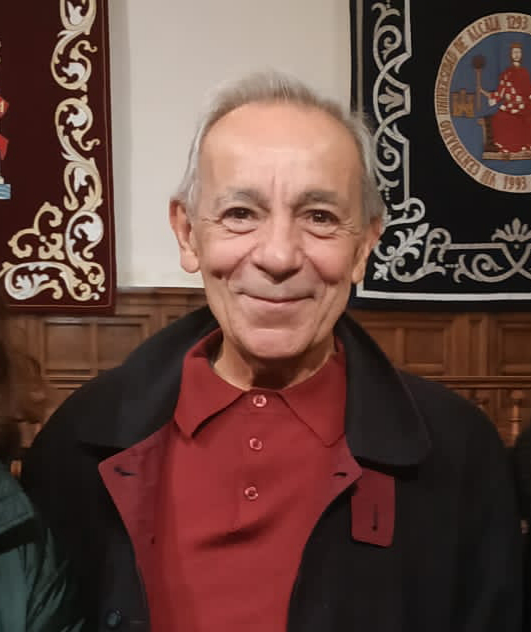
José Luis Gómez (2019)

José Luis Gómez (* 19. April 1940 in Huelva) ist ein spanischer Schauspieler und Regisseur.

## Leben
Jose Luis Gómez ist in Deutschland vor allem durch den Spanisch-Sprachkurs „Hablamos Español“ bekannt. Sein Filmdebüt gab Gómez im Fernsehfilm Der Unfall von 1968. Für seine Darstellung im Kinofilm Pascual Duarte (1976) wurde er im Rahmen der Filmfestspiele in Cannes als bester Darsteller ausgezeichnet, er erhielt des Weiteren eine Nominierung bei den Sant Jordi Awards.
Auch in den 1980er Jahren wirkte Gómez in einigen Filmen mit, die ihm Nominierungen und Preise einbrachten. 1989 wurde Gómez als bester Nebendarsteller in Remando al viento beim spanischen Filmpreis Goya vorgeschlagen. Mit Absalón gab Gómez 1986 sein Debüt als Regisseur, der Fernsehfilm blieb bis heute jedoch der einzige, bei dem er Regie führte.
In jüngerer Zeit spielte er in Filmen wie Goyas Geister mit und erhielt eine Nominierung für den Award of the Spanish Actors Union als bester Nebendarsteller in dem Film Zerrissene Umarmungen aus dem Jahre 2009.

## Filmografie (Auswahl)
- 1968: Der Unfall (Fernsehfilm)
- 1969: Der Rückfall (Fernsehfilm)
- 1970: Unter Kuratel (Fernsehfilm)
- 1975: Un informe para una academia
- 1976: Leben und Tod des Pascual Duarte (Pascual Duarte)
- 1977: Parranda
- 1978: Mit verbundenen Augen (Los ojos vendados)
- 1984: Der geöffnete Balkon (El balcón abierto)
- 1987: Las dos orillas
- 1988: Luces y sombras
- 1988: Remando al viento
- 1991: Beltenebros
- 2000: Gitano
- 2004: El séptimo día
- 2005: Hormigas en la boca
- 2006: Goyas Geister (Los fantasmas de Goya)
- 2008: La vida en rojo
- 2009: Zerrissene Umarmungen (Los abrazos rotos)
- 2010: Todo lo que tú quieras
- 2011: Die Haut, in der ich wohne (La piel que habito)
- 2015: Freunde fürs Leben (Truman)
- 2021: Der beste Film aller Zeiten (Competencia oficial)

## Auszeichnungen

### Nominierungen
- 1986: Fotogramas de Plata als bester Fernsehdarsteller für Los pazos de Ulloa
- 1989: Fotogramas de Plata als bester Hauptdarsteller für Luces y sombras
- 1989: Goya als bester Nebendarsteller für Remando al viento
- 1992: Goya als bester Nebendarsteller für Beltenebros
- 2004: Goya als bester Nebendarsteller für La luz prodigiosa
- 2010: Award of the Spanish Actors Union als bester Nebendarsteller für Zerrissene Umarmungen

### Auszeichnungen
- 1976: Cannes Award als bester Darsteller für Pasual Duarte
- 1977: Sant Jordi Award als bester spanischer Darsteller für Pascual Duarte